# جوليان لوبيز مارتين
جوليان لوبيز مارتين (بالألمانية: Julián López Martín) (و. 1945  م)، كاهن كاثوليكي إسباني.

## مناصب
تولى منصب أسقف كاثوليكي (منذ 25 سبتمبر 1994)
- أسقف أبرشية [الإنجليزية]‏
- Bishop of Ciudad Rodrigo ‏
- أسقف ليون
- أسقف أبرشية [الإنجليزية]‏

.